# Melanopsin
Melanopsin är ett fotopigment, ett ljuskänsligt protein, som finns i ögats näthinna på människor och andra däggdjur. Ämnet upptäcktes 1998. Fotopigmentet har till uppgift att registrera blått ljus (400-500 nm), särskilt med våglängder mellan 470 och 480 nm. Detta påverkar individens hormonbildning och funktioner kopplade till dygnsrytm. Om ögat utsätts för blått ljus, från t.ex skärmar, innan sömn störs dygnsrymten genom att melatoninet blir undertryckt.
Melanopsin tillhör en grupp ljuskänsliga proteiner kallade opsiner.
Melanopsin kodas av genen Opn4.